# Dinofroz
Dinofroz is een Italiaanse animatieserie, geproduceerd door Giochi Preziosi. De eerste uitzending was op 10 september 2012 en de laatste aflevering werd op 1 december 2015 uitgezonden. De serie werd geproduceerd door het Italiaanse bedrijf Mondo TV.